# São Miguel do Guaporé
São Miguel do Guaporé – miasto i gmina w Brazylii, w stanie Rondônia. Znajduje się w mezoregionie Leste Rondoniense i mikroregionie Alvorada d'Oeste.